# Gary Lauck
Gary Lauck, född 1953 i USA. Lauck är förintelseförnekare, nynazist och ledare för den nynazistiska organisationen NSDAP/AO i USA. Lauck dömdes 1996 i Tyskland till fyra års fängelse för bland annat hets mot folkgrupp och anstiftan till rashat. Han släpptes fri 1999 och deporterades då till USA.